# Finland op het Eurovisiesongfestival 2017
Finland nam deel aan het Eurovisiesongfestival 2017 in Kiev, Oekraïne. Het was de 51ste deelname van het land aan het Eurovisiesongfestival. Yle was verantwoordelijk voor de Finse bijdrage voor de editie van 2017.

## Selectieprocedure
Op 15 mei 2016, amper één dag na afloop van het Eurovisiesongfestival 2016, maakte de Finse openbare omroep bekend te zullen deelnemen aan de komende editie van het Eurovisiesongfestival. Uuden Musiikin Kilpailu zou opnieuw dienstdoen als nationale voorronde. Yle gaf componisten en tekstschrijvers van 1 tot 5 september de tijd om inzendingen naar de omroep te sturen. Artiesten moesten over de Finse nationaliteit beschikken; bij de tekstschrijvers diende minstens één ervan Fins te zijn.
Er streden tien acts voor het Finse ticket naar Kiev, acht minder dan een jaar eerder. De halve finales werden afgeschaft. De nationale finale vond plaats op 28 januari 2017 in de Espoo Metro Areena te Espoo. Televoters en internationale vakjury's stonden elk in voor de helft van de punten. Norma John ging uiteindelijk met de zegepalm aan de haal.

## Uuden Musiikin Kilpailu 2017
28 januari 2017
| Plaats | Artiest                                   | Lied                  | Jury | Publiek | Totaal |
| ------ | ----------------------------------------- | --------------------- | ---- | ------- | ------ |
| 1      | Norma John                                | Blackbird             | 94   | 88      | 182    |
| 2      | Zühlke                                    | Perfect villain       | 74   | 71      | 145    |
| 3      | Emma                                      | Circle of light       | 53   | 53      | 106    |
| 4      | My First Band                             | Paradise              | 45   | 52      | 97     |
| 5      | Günther & D'Sanz                          | Love yourself         | 37   | 45      | 82     |
| 6      | Alva                                      | Arrows                | 15   | 48      | 63     |
| 7      | Anni Saikku                               | Reach out for the sun | 43   | 16      | 59     |
| 8      | Lauri Yrjölä                              | Helppo elämä          | 43   | 15      | 58     |
| 9      | Club La Persé                             | My little world       | 21   | 29      | 50     |
| 10     | Knucklebone Oscar & The Shangri-La Rubies | Caveman               | 5    | 13      | 18     |

## In Kiev
Finland trad aan in de eerste halve finale, op dinsdag 9 mei 2017. Het land wist zich niet te kwalificeren voor de finale.